# Heterochthonius byzovae
Heterochthonius byzovae är en kvalsterart som beskrevs av Krivolutsky 1977. Heterochthonius byzovae ingår i släktet Heterochthonius och familjen Heterochthoniidae. Inga underarter finns listade i Catalogue of Life.